# 새전북신문
새전북신문은 전북특별자치도에 있는 지역 일간지 신문사다.

## 연혁
- 2000.10.23 창간.